# Fiat Barchetta
La Fiat Barchetta è un'autovettura spider prodotta negli stabilimenti della casa torinese dal 1994 al 2005 e che ha riportato la FIAT nel campo delle spider dopo un lungo periodo di assenza.

## Storia
Il disegno della Barchetta, nome che gli appassionati scrivono spesso con tutte le lettere minuscole ("barchetta"), così com'è scritto sullo sportellino porta oggetti, è nato nel 1994 per opera di un designer greco, Andreas Zapatinas che ha fatto i suoi primi schizzi nel 1990 ispirandosi alla Ferrari 166 MM e che è rimasto a capo del progetto fino al 1993; dopo questo incarico, Zapatinas è stato nominato direttore del Centro Stile Alfa Romeo. L'interno fu realizzato partendo dai primi concept di Peter Davis e Giuseppe Bertolusso. Alessandro Cavazza sostituì poi Zapatinas come responsabile di stile del progetto e portò la macchina in produzione. Il nome in codice del  progetto è 183. I progetti per la Barchetta erano due e in competizione tra loro. Erano indicati con i nomi di due pizze: la Marinara dalla quale è uscita la forma definitiva della Fiat Barchetta, e la Diavola, una rivisitazione del disegno di Chris Bangle per la Fiat Coupé. 

## Caratteristiche tecniche
La vettura fu progettata a partire dal telaio della Fiat Punto con passo accorciato ed equipaggiata di un motore da 1747 cm³ 16V della famiglia modulare Pratola Serra erogante la potenza di 130 CV a 6300 giri/minuto, in comune all'altro modello sportivo di casa Fiat, la Coupé, e alla versione HGT della nuova Punto (prodotta dal 1999). Fra le sue caratteristiche costruttive principali, il variatore di fase (VFD) sull'albero a camme lato aspirazione che agisce sull'anticipo di apertura delle valvole e consente di realizzare il migliore compromesso fra potenza, coppia e emissioni. Ai bassi regimi viene anticipata la fasatura di aspirazione migliorando la coppia, mentre a quelli alti essa viene ritardata ottimizzando le prestazioni. Il risultato è un'estrema elasticità del motore, che eroga il 90% della coppia massima fra i 2000 e i 6000 giri/minuto. Tale propulsore le permette di spingersi a oltre 200 km/h con uno scatto di 0-100 in poco meno di 9 secondi. La Fiat barchetta è stata esclusivamente equipaggiata con questo propulsore in tutto il periodo della sua produzione. Non esistono versioni con motorizzazioni differenti. Tuttavia nel 1999 questo motore ricevette un aggiornamento tecnico che però non fu pubblicizzato al pubblico. Il nuovo motore denominato Step 2 differiva per il precedente Step 1 per la presenza di una nuova centralina microibrida Hitachi posizionata nel vano motore invece che nell'abitacolo. Il collettore di aspirazione in alluminio cedette il posto ad un collettore di aspirazione a geometria variabile (V.I.S.) in materiale plastico che consentiva migliori doti di ripresa senza peggiorare le emissioni inquinanti e preparava la barchetta a soddisfare le future normative Euro 3 (1º gennaio 2001). Anche il cambio fu aggiornato con la quinta marcia più lunga che permetteva una velocità di punta leggermente superiore e consumi ridotti. Ulteriori modifiche riguardavano il sistema di aspirazione. All'inizio del 2001 iniziarono le consegne della Barchetta Euro 3 che sostanzialmente differiva dalla precedente versione per la presenza di un precatalizzatore montato sui collettori di scarico e una nuova mappatura della centralina. Si perdette anche la geometria variabile dei collettori di aspirazione, ma arrivò l'acceleratore elettronico.
Di serie la scocca a deformabilità programmata, rinforzata contro gli urti frontali e dotata di barre anti intrusione laterali nelle portiere. È stata messa a punto in oltre 40 crash test.

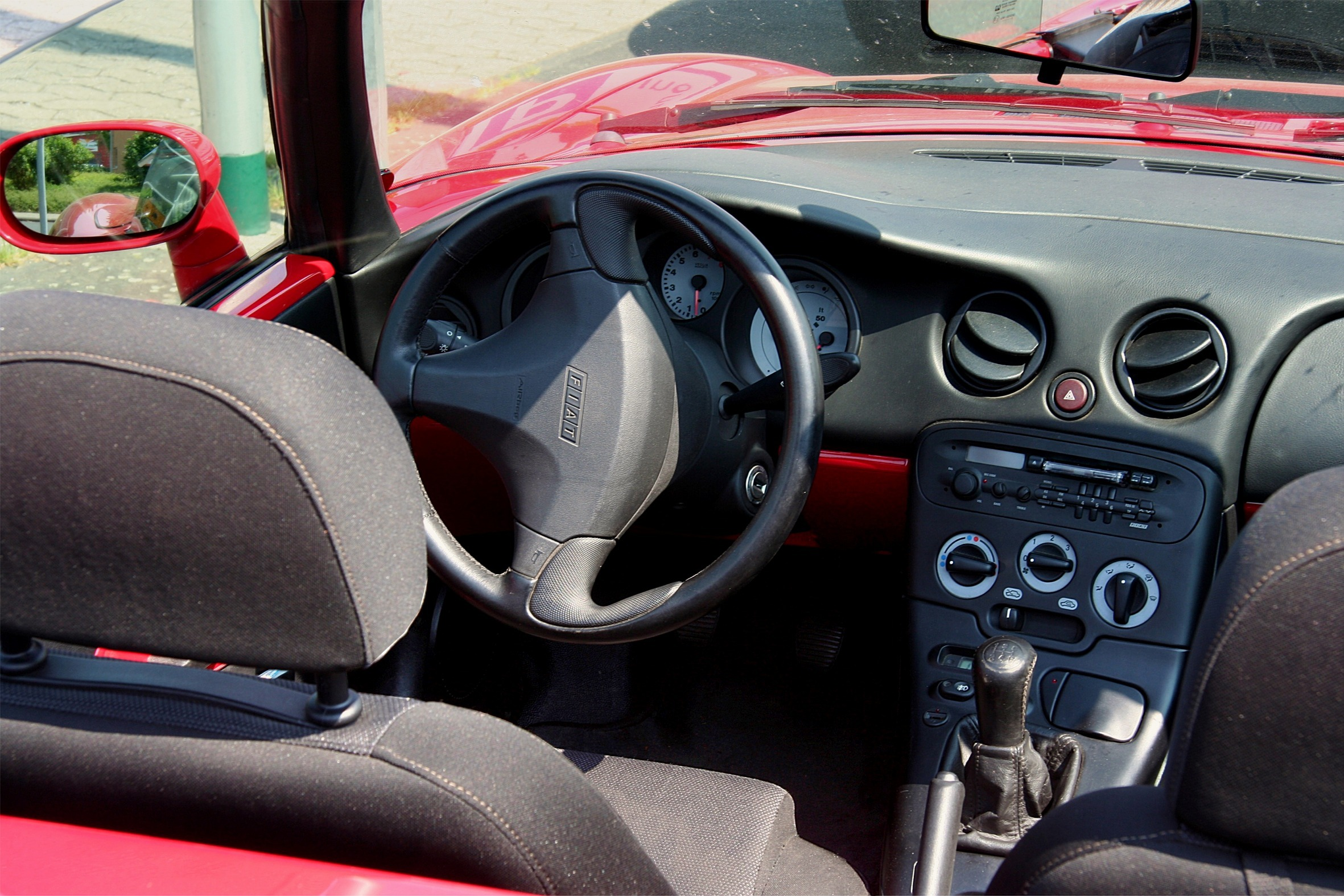
Interni di una Fiat Barchetta

L'abitacolo costituisce una robusta cellula di sopravvivenza, rinforzato nella zona longheroni e con un robusto parabrezza rinforzato da una struttura tubolare a elevata resistenza dello schiacciamento e che fa le veci di Roll bar. Il tutto per una rigidezza torsionale di 50.000 kgm/rad, la migliore della sua categoria. Un risultato reso possibile anche da una serie di interventi specifici sul pianale. Due longheroni di ampia sezione rinforzati, due longherine sottopavimento e un doppio tunnel centrale racchiusi da una traversa sottoparabrezza che collega i montanti e da una traversa sottopiedi costituiscono una “gabbia di protezione” ad altissima resistenza.
Le versioni restyling 2003 introduce sulle portiere alcuni inserti morbidi per migliorare la protezione nei crash test laterali. 
Sono inoltre di serie: airbag lato guida; cinture di sicurezza con pretensionatore; sedili con traversa interna antiscivolamento (anti submarining); serrature delle portiere ad elevata resistenza; impianto anti incendio FPS con interruttore inerziale, blocco pompa e valvola antideflusso carburante e serbatoio carburante in materiale a elevata resistenza collocato in vano protetto, Air-bag passeggero su richiesta e la chiave elettronica antifurto con blocco motore "Fiat Code".

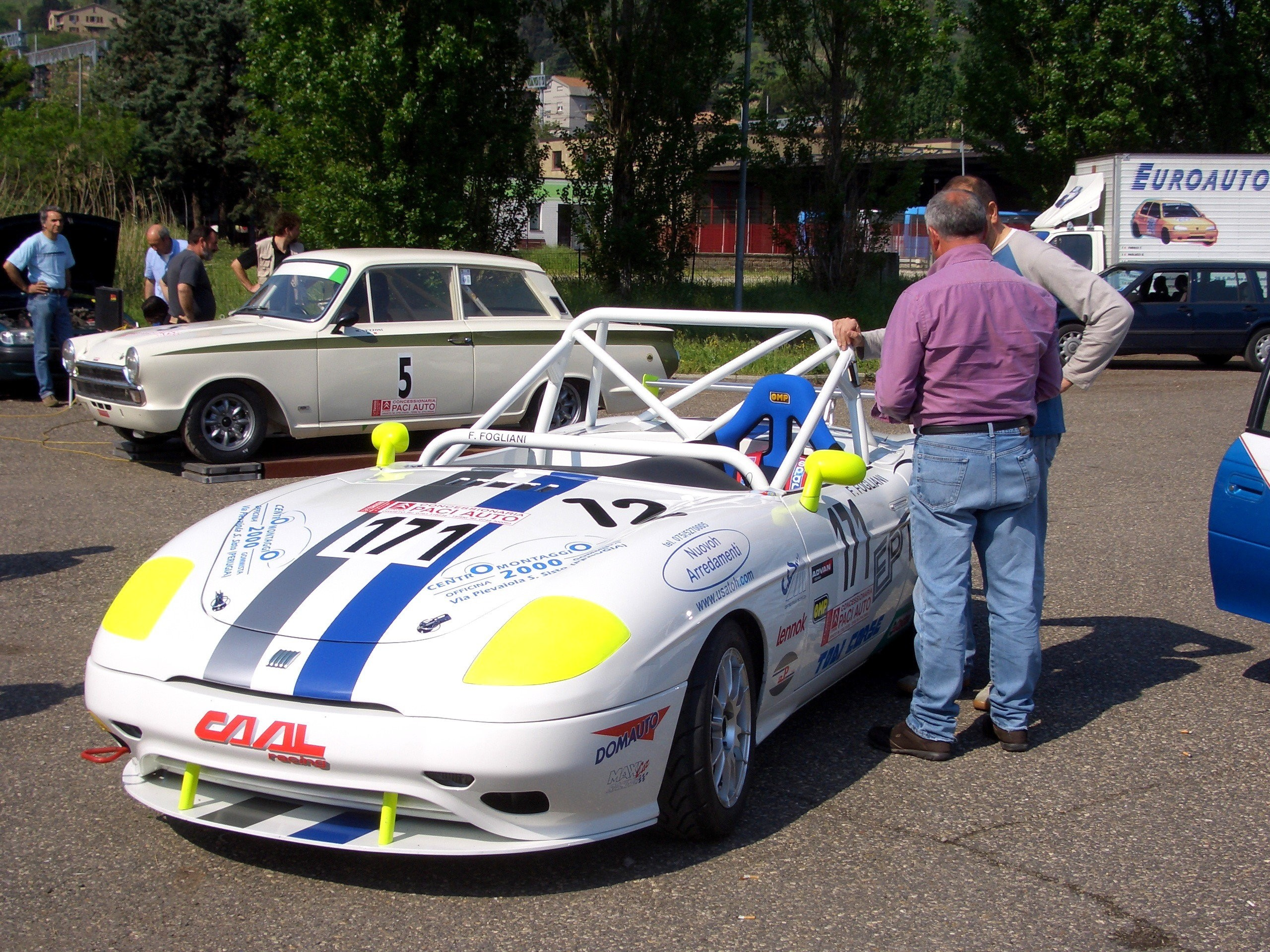
Una barchetta da competizione

L'impianto frenante a doppio circuito incrociato e a doppio correttore di frenata, permette il controllo della vettura anche in caso di anomalia a uno dei due rami. I freni sono a 4 dischi. Il servofreno a corsa ridotta rende più efficace la frenata nella guida sportiva. A richiesta era disponibile l'impianto ABS a quattro canali e quattro sensori (equipaggiato di serie su alcune versioni tra le quali la "Riviera").
La distribuzione dei pesi è tipica delle trazioni anteriori: 65% all'anteriore e 35% al posteriore.
L'avantreno, che utilizza il sistema MacPherson, ha regolazioni sportive: molle rigide, barra ben dimensionata, carreggiata larga, pneumatici sportivi e angoli caratteristici delle ruote.
Al posteriore presenta le ruote indipendenti con bracci longitudinali e barra antirollio.
Maggiora sviluppò anche un prototipo "Trofeo"  di colore argento metallizzato con grafiche racing da utilizzare in un campionato dedicato, con assetto ribassato ed irrigidito, impianto frenante potenziato, differenziale autobloccante, cerchi da 16" e motore elaborato da 160 CV che però non ebbe seguito nonostante le ottime doti dinamiche del telaio. Successivamente l'auto fu modificata in chiave stradale, per una ipotetica versione sport o Abarth con una colorazione speciale arancione perlato e alcuni elementi in grigio metallizzato. 
Nel 2002 fu allestito un prototipo con motorizzazione 1.2 16V da 85cv ed allestimento base pensata per alcuni mercati (Grecia, Romania ecc.). Il progetto non ebbe seguito.

## Scheda tecnica
| Caratteristiche tecniche - Fiat barchetta                     | Caratteristiche tecniche - Fiat barchetta                                     | Caratteristiche tecniche - Fiat barchetta                                     | Caratteristiche tecniche - Fiat barchetta                                     | Caratteristiche tecniche - Fiat barchetta                                     | Caratteristiche tecniche - Fiat barchetta                                     |
| ------------------------------------------------------------- | ----------------------------------------------------------------------------- | ----------------------------------------------------------------------------- | ----------------------------------------------------------------------------- | ----------------------------------------------------------------------------- | ----------------------------------------------------------------------------- |
|                                                               |                                                                               |                                                                               |                                                                               |                                                                               |                                                                               |
| Configurazione                                                |                                                                               |                                                                               |                                                                               |                                                                               |                                                                               |
| Carrozzeria: Spider                                           | Carrozzeria: Spider                                                           | Posizione motore: trasversale anteriore                                       | Posizione motore: trasversale anteriore                                       | Trazione: anteriore                                                           | Trazione: anteriore                                                           |
| Dimensioni e pesi                                             |                                                                               |                                                                               |                                                                               |                                                                               |                                                                               |
| Ingombri (lungh.×largh.×alt. in mm): 3916 × 1640 × 1265       | Ingombri (lungh.×largh.×alt. in mm): 3916 × 1640 × 1265                       | Ingombri (lungh.×largh.×alt. in mm): 3916 × 1640 × 1265                       | Ingombri (lungh.×largh.×alt. in mm): 3916 × 1640 × 1265                       | Diametro minimo sterzata:                                                     | Diametro minimo sterzata:                                                     |
| Interasse: 2275 mm                                            | Interasse: 2275 mm                                                            | Carreggiate: anteriore 1640 - posteriore 1645 mm                              | Carreggiate: anteriore 1640 - posteriore 1645 mm                              | Altezza minima da terra:                                                      | Altezza minima da terra:                                                      |
| Posti totali: 2                                               | Posti totali: 2                                                               | Bagagliaio: 165 l                                                             | Bagagliaio: 165 l                                                             | Serbatoio: 50 l                                                               | Serbatoio: 50 l                                                               |
| Masse                                                         | a vuoto: 1.060 kg                                                             | a vuoto: 1.060 kg                                                             | a vuoto: 1.060 kg                                                             | a vuoto: 1.060 kg                                                             | a vuoto: 1.060 kg                                                             |
| Meccanica                                                     |                                                                               |                                                                               |                                                                               |                                                                               |                                                                               |
| Tipo motore: 4 cilindri in linea, raffreddamento ad acqua     | Tipo motore: 4 cilindri in linea, raffreddamento ad acqua                     | Tipo motore: 4 cilindri in linea, raffreddamento ad acqua                     | Cilindrata: (Alesaggio x corsa mm 82,0 x 82,7); totale 1.747 cm³              | Cilindrata: (Alesaggio x corsa mm 82,0 x 82,7); totale 1.747 cm³              | Cilindrata: (Alesaggio x corsa mm 82,0 x 82,7); totale 1.747 cm³              |
| Distribuzione: 2 ACT, variatore di fase e punterie idrauliche | Distribuzione: 2 ACT, variatore di fase e punterie idrauliche                 | Distribuzione: 2 ACT, variatore di fase e punterie idrauliche                 | Alimentazione: MPI elettronica sequenziale fasata, sistema returnless         | Alimentazione: MPI elettronica sequenziale fasata, sistema returnless         | Alimentazione: MPI elettronica sequenziale fasata, sistema returnless         |
| Prestazioni motore                                            | Potenza: 96 kW (130 CV) a 6.300 giri / Coppia: 158 Nm (16,1 kgm) a 4.300 giri | Potenza: 96 kW (130 CV) a 6.300 giri / Coppia: 158 Nm (16,1 kgm) a 4.300 giri | Potenza: 96 kW (130 CV) a 6.300 giri / Coppia: 158 Nm (16,1 kgm) a 4.300 giri | Potenza: 96 kW (130 CV) a 6.300 giri / Coppia: 158 Nm (16,1 kgm) a 4.300 giri | Potenza: 96 kW (130 CV) a 6.300 giri / Coppia: 158 Nm (16,1 kgm) a 4.300 giri |
| Accensione: elettronica statica integrata con l'iniezione     | Accensione: elettronica statica integrata con l'iniezione                     | Accensione: elettronica statica integrata con l'iniezione                     | Impianto elettrico: Hitachi                                                   | Impianto elettrico: Hitachi                                                   | Impianto elettrico: Hitachi                                                   |
| Pneumatici                                                    | 195/55 R 15 H 195/50 R 15 H 205/45 R16 V                                      | 195/55 R 15 H 195/50 R 15 H 205/45 R16 V                                      | 195/55 R 15 H 195/50 R 15 H 205/45 R16 V                                      | 195/55 R 15 H 195/50 R 15 H 205/45 R16 V                                      | 195/55 R 15 H 195/50 R 15 H 205/45 R16 V                                      |
| Prestazioni dichiarate                                        |                                                                               |                                                                               |                                                                               |                                                                               |                                                                               |
| Velocità: 200 km/h                                            | Velocità: 200 km/h                                                            | Velocità: 200 km/h                                                            | Accelerazione: 0–100 km/h: 8,9 s                                              | Accelerazione: 0–100 km/h: 8,9 s                                              | Accelerazione: 0–100 km/h: 8,9 s                                              |
| Consumi                                                       | urbano: 11,6 l/100 km; extra-urbano: 6,5 l/100 km; combinato: 8,4 l/100 km    | urbano: 11,6 l/100 km; extra-urbano: 6,5 l/100 km; combinato: 8,4 l/100 km    | urbano: 11,6 l/100 km; extra-urbano: 6,5 l/100 km; combinato: 8,4 l/100 km    | urbano: 11,6 l/100 km; extra-urbano: 6,5 l/100 km; combinato: 8,4 l/100 km    | urbano: 11,6 l/100 km; extra-urbano: 6,5 l/100 km; combinato: 8,4 l/100 km    |
| Omologazione: Euro 2; Euro 3                                  | Omologazione: Euro 2; Euro 3                                                  | Omologazione: Euro 2; Euro 3                                                  | Emissioni CO2: 181 g/km                                                       | Emissioni CO2: 181 g/km                                                       | Emissioni CO2: 181 g/km                                                       |
| Fonte dei dati: Quattroruote 1995                             |                                                                               |                                                                               |                                                                               |                                                                               |                                                                               |

## Produzione di serie

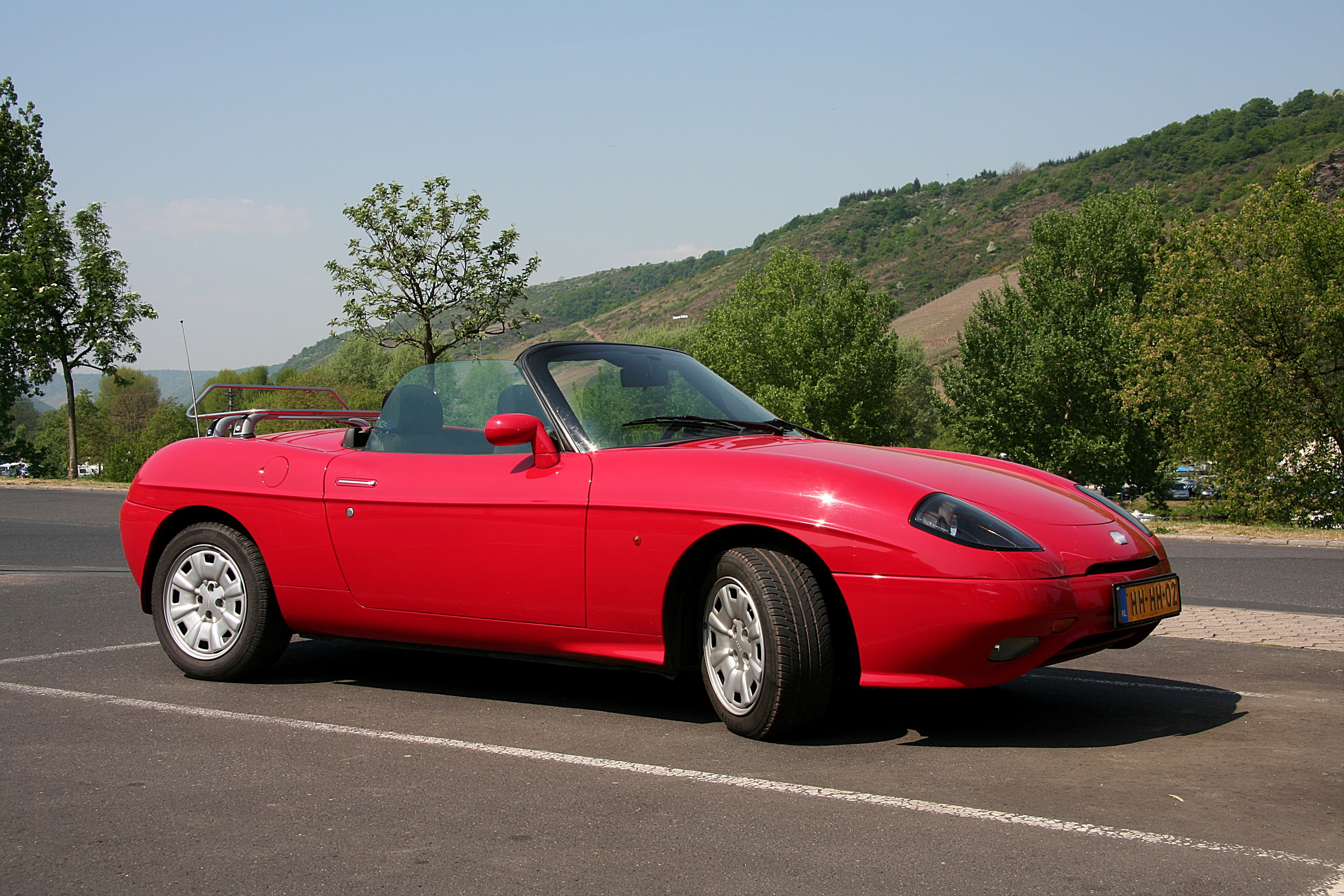
Vista laterale Fiat barchetta anno 1997 con capote abbassata

Dal 1994 al 2002, la Fiat Barchetta ha portato sui battenti delle porte la scritta Maggiora con relativo simbolo della Carrozzeria Maggiora che si occupava dell'assemblaggio finale presso l'ex-Stabilimento Lancia di Chivasso, dopo che il telaio era stato costruito (stampato e saldato) presso la ILCAS di Sparone, e verniciato e lucidato presso la Carrozzeria Bertone S.p.A. di Grugliasco. I motori venivano costruiti a Pratola Serra e trasportati alla Maggiora, che ne aveva sempre una scorta. Il sistema di trasmissione proveniva, invece, dallo stabilimento di Termoli. Nel 2002, dopo il fallimento del carrozziere torinese, la produzione venne sospesa. Nel giugno del 2003 riprese nello stabilimento di Mirafiori l'assemblaggio della Barchetta, nella versione restyling introdotta sul mercato nella metà di luglio, curato da Tom Tjaarda. La produzione fu quindi nuovamente interrotta fino all'aprile del 2004 e terminò definitivamente nel giugno 2005.
Nonostante la grande richiesta del mercato inglese, la Barchetta era disponibile solo con guida a sinistra, poiché la Fiat ritenne troppo costoso produrre anche la versione con guida a destra.

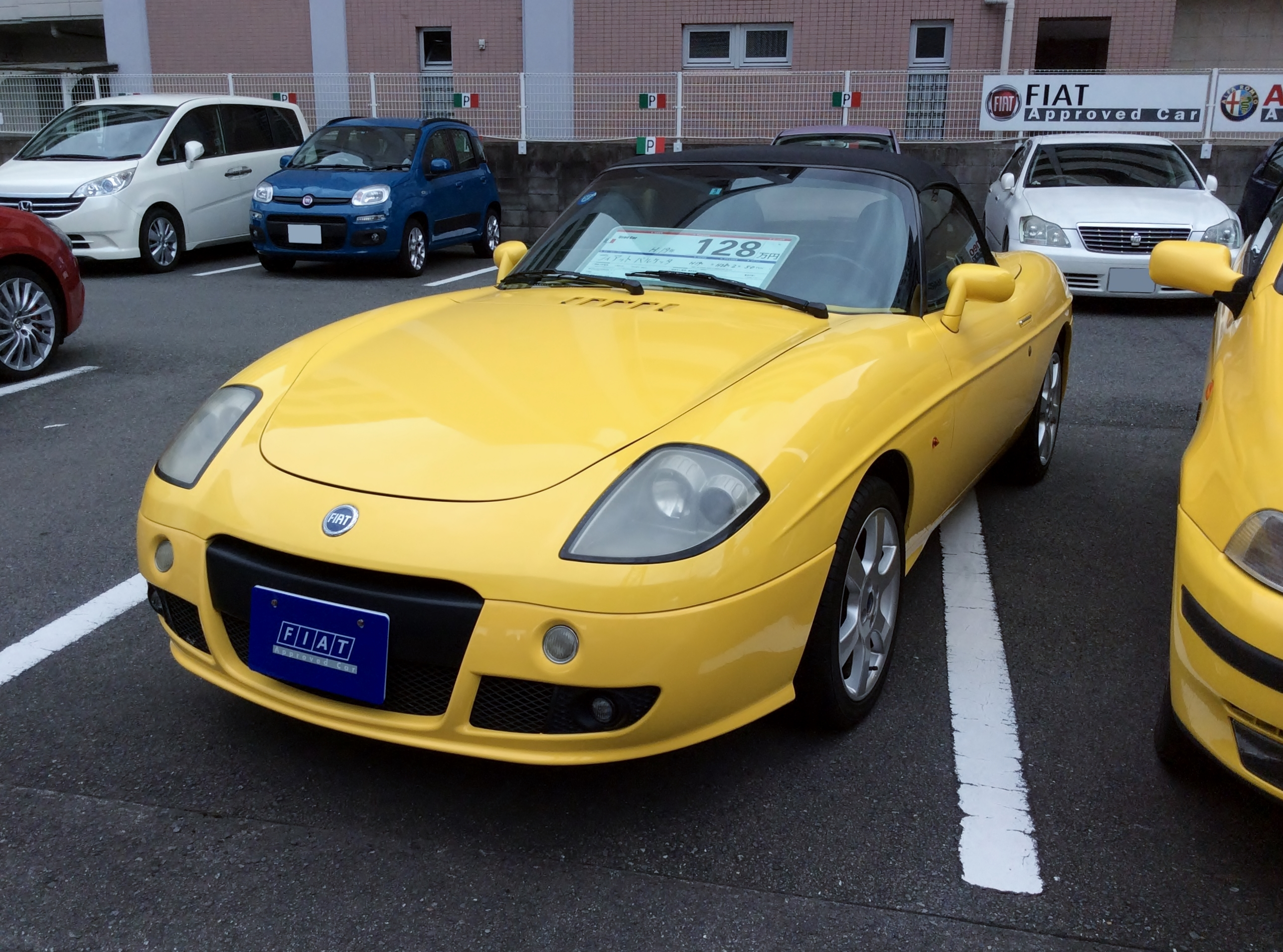
Fiat Barchetta Restyling 2003

Furono prodotte circa 57.791 unità. Le prime Fiat "Progetto 183" (sperimentali) sono state prodotte nel 1994 (dal telaio 00000099 allo 00000161). La reale produzione fu avviata a gennaio del 1995, in concomitanza con la rivelazione del nome ufficiale "barchetta" da parte della casa costruttrice. L'ultima Barchetta uscì dalla linea di assemblaggio di Mirafiori nel giugno del 2005. Le ultime 2000 unità (dal telaio 00055890 al telaio 00057890) erano caratterizzate da un modesto restyling che modificava la linea.
Le Barchetta furono omologate per l'uso su strada dal telaio 00000162. Fiat presentò la vettura alla stampa a Jerez de la Frontera, nel sud della Spagna, da metà febbraio a inizio marzo, dove allestì un circuito di prova apposito per farla provare ai giornalisti. Sempre a marzo ci fu la presentazione al Salone dell'Auto di Ginevra. Debuttò nei concessionari Fiat d'Italia l'8 e il 9 aprile 1995.
I modelli esistenti di quest'autovettura spider (o Roadster) prodotta dalla Fiat sono stati molti, riconoscibili dalle seguenti numerazioni MVS (ModelloVersioneSerie):
| 183.809.0 | SS. Club Italia 1998                       |
| 183.819.0 | Limited Edition 1998                       |
| 183.829.0 | MPI 1750 (quella standard 16v 1747 cm³)    |
| 183.839.0 | Giappone 183.849.0 - Limited Edition Japan |
| 183.859.0 | Limited Edition 1999                       |
| 183.879.0 | Lido 1999                                  |
| 183.759.0 | Web 1999 (prima auto venduta sul web)      |
| 183.520.0 | Palinuro                                   |
| 183.570.0 | Lido                                       |
| ?.?.?     | Amalfi 2000                                |
| 183.899.0 | Riviera 2000                               |
| ?.?.?     | All-In 2001 (Svizzera)                     |
| ?.?.?     | Milano                                     |
| 183.500.1 | Naxos 2002                                 |
| ?.?.?     | Spider Europa                              |
| ?.?.?     | Sergio Tacchini 2004 (Belgio)              |
| 183.500.1 | Alviero Martini 2004                       |
| ?.?.?     | Consacrazione 2005 (Francia)               |

Colori carrozzeria
| Rosso Speed      | Codice colore 168/F (pastello)     |
| Verde Stelvio    | Codice colore 312 (pastello)       |
| Giallo Ginestra  | Codice colore 258/A (pastello)     |
| Giallo (MY 2003) | Codice colore 258 (pastello)       |
| Arancio          | Codice colore 570 (pastello)       |
| Nero Luxor       | Codice colore 601 (pastello)       |
| Blu Midnight     | Codice colore 426 (metallizzato)   |
| Azzurro Mare     | Codice colore 494/A (metallizzato) |
| Grigio Steel     | Codice colore 647 (metallizzato)   |
| Nero Silk        | Codice colore 803 (metallizzato)   |
| Blu Jag          | Codice colore 478 (metallizzato)   |
| Blu Elisir       | Codice colore 754 (metallizzato)   |
| Grigio Mercury   | Codice colore 609/A (metallizzato) |
| Verde Club       | Codice colore 762 (pastello)       |
| Verde Garden     | Codice Colore 369 (metallizzato)   |

Rivestimenti interni
| Tessuto "Ghisa" Grigio/Nero | Codice 199 |
| Tessuto "Radio" Grigio      | Codice 578 |
| Pelle Nera Standard         | Codice 402 |
| Pelle Nera Traforata        | Codice 514 |
| Pelle Beige                 | Codice 410 |
| Pelle Rossa                 | Codice 511 |
| Pelle Biscuit               | Codice 512 |

## Evoluzione

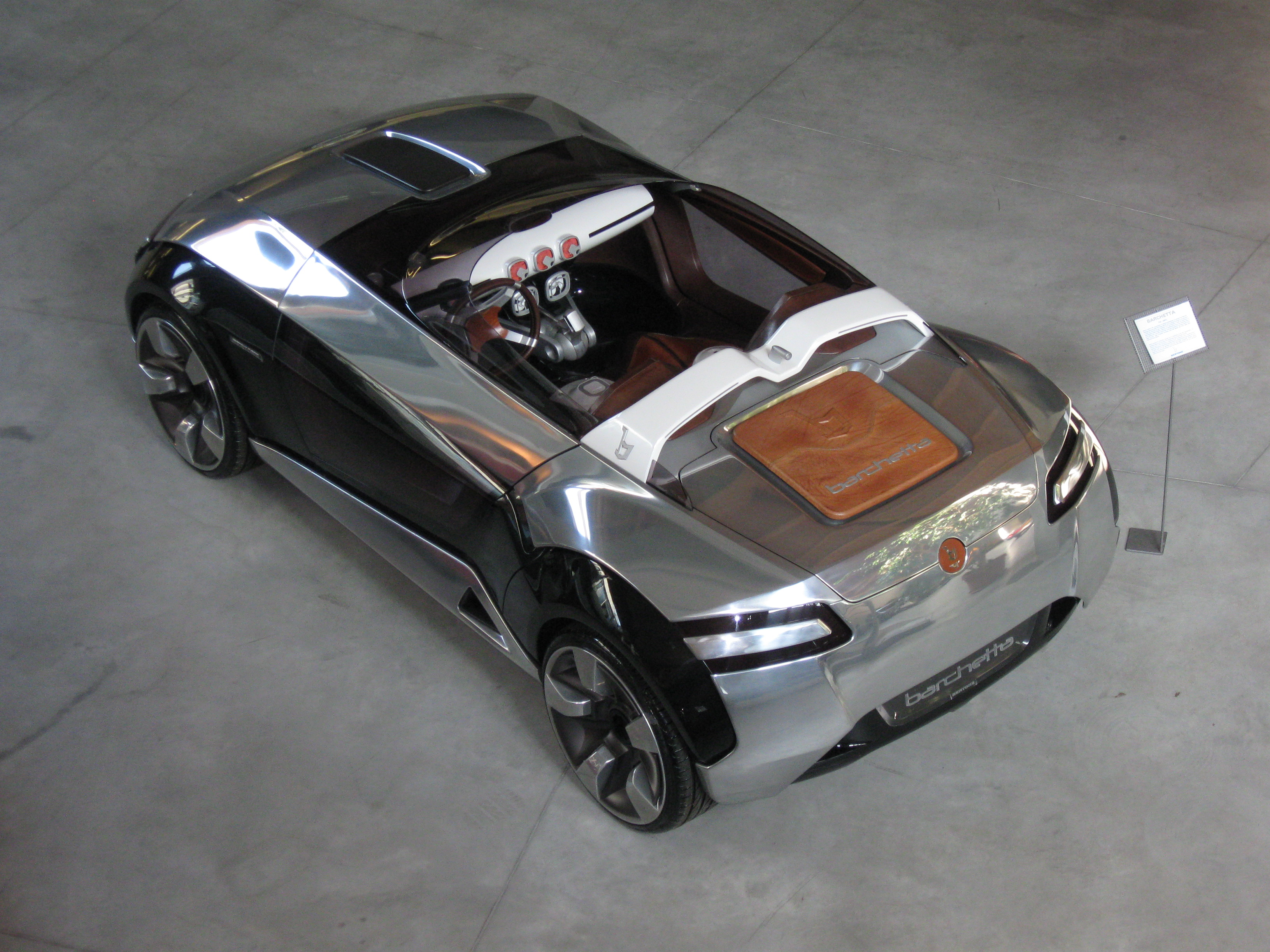
Bertone Barchetta Concept

Nel 2007 la carrozzeria Bertone rilasciò una concept car per un eventuale seconda generazione della Barchetta. Costruita per commemorare i 95 anni della famosa azienda, la vettura era basata sul pianale della Fiat Panda e presentava una carrozzeria in alluminio divisa in due sezioni collegate tra di loro dalla superficie vetrata delle portiere. Gli interni erano realizzati in pelle, e dello stesso materiale era realizzata la copertura del vano bagagli posteriore. L'impianto luci sfruttava la tecnologia LED.